# Dysdera volcania
Dysdera volcania là một loài nhện trong họ Dysderidae.
Loài này thuộc chi Dysdera. Dysdera volcania được miêu tả năm 1985 bởi Ribera, Ferrández & Blasco.